# Distretto di Yunxi
Il distretto di Yunxi (云溪区S, Yúnxī QūP) è un distretto della Cina, situato nella provincia di Hunan e amministrato dalla prefettura di Yueyang.